# Municipio de Springfield (condado de Huntingdon)
El municipio de Springfield (en inglés: Springfield Township) es un municipio ubicado en el condado de Huntingdon en el estado estadounidense de Pensilvania. En el año 2000 tenía una población de 612 habitantes y una densidad poblacional de 8.5 personas por km².

## Geografía
El municipio de Springfield se encuentra ubicado en las coordenadas 40°08′00″N 78°00′44″O / 40.13333, -78.01222.

## Demografía
Según la Oficina del Censo en 2000 los ingresos medios por hogar en la localidad eran de $31,719 y los ingresos medios por familia eran de $33,646. Los hombres tenían unos ingresos medios de $29,375 frente a los $20,278 para las mujeres. La renta per cápita de la localidad era de $14,499. Alrededor del 10,6% de la población estaba por debajo del umbral de pobreza.